# Мушка (карточная игра)
Мушка — старинная карточная игра на деньги, появилась во Франции в XVII веке, после чего получила распространение в Европе и Америке. Игра пользовалась большой популярностью в дореволюционной России, о чём свидетельствуют неоднократные упоминания в художественной литературе. 

## Правила
В мушку могут играть от 3 до 7 человек. При игре втроём используется колода в 32 карты, при игре вчетвером — в 36 карт, при большем числе игроков используют полную колоду (52 карты).

### Раздача
Сдающий (определяется жребием, в дальнейшем раздача карт переходит по кругу) начиная с игрока, сидящего от него по левую руку, раздает по одной карте, пока у всех игроков их не окажется по 5. Следующая карта колоды открывается, объявляется козырем и кладется рядом с оставшейся частью колоды.

### Прикупка
Посмотрев свои карты, каждый игрок может:
- сбросить несколько карт и взять взамен их другие из колоды;
- остаться при своих картах;
- спасовать (если на руках нет туза пик).

Сбрасывают карты и берут новые из колоды строго по очереди, начиная с игрока, который сидит по левую руку от сдатчика.

### Розыгрыш
Первым ходит игрок, сидящий по левую руку от сдатчика. Ходят всегда по одной карте. Остальные игроки должны класть на неё карту той же масти, при её отсутствии — побить козырем, если козыря нет, можно сбросить любую карту. Взятка и следующий ход принадлежат игроку, положившему самую старшую карту в требуемой масти или перебившему её козырем.
В том случае, если кто-то пошёл с козырного туза, игрок, имеющий туза пик, может перебить им взятку. Если с козырного туза не ходили, а перекрыли им взятку, пиковый туз теряет своё преимущество. Других козырей он не бьёт.

### Подсчёт очков
Перед началом игры каждый игрок пишет перед собой заранее условленное число очков (как правило, 25). Цель игры быстрее других списать свою запись.
- За каждую взятку списывается по 1 очку. Так, у игрока, взявшего 3 взятки, в записи остается уже 22.
- Игрок, не взявший ни одной взятки, прибавляет к своей записи 5 очков за ремиз.
- Игрок, имевший на руках туза пик, кроме очков за взятки, списывает 5 за туза.
- Если пики в этой раздаче козыри, за туза списывают не 5, а 10.
- Если игрок не взял ни одной взятки, имея на руках туза пик, он прибавляет к своей записи 10 очков (5 за ремиз и 5 за туза).
- Запрещается списывать с записи больше очков, чем в ней есть. Так, игрок, в чьей записи осталось одно очко, взяв взятку, должен немедленно остановить игру. Если он возьмет ещё одну взятку, ему придется снова начать списывать свою запись с 25 очков.
- Игрок, имевший на руках пикового туза, и вовремя остановивший игру, не наказывается, поскольку он не мог взять меньше.
- За ренонс (снос карты не по правилам) провинившийся игрок ставит 5 очков ремиза, а взятка отдаётся тому, кому бы она принадлежала при игре по правилам.